# إيسيدرو غارسيا (ملاكم)
إيسيدرو غارسيا (بالإسبانية: Isidro García)‏ مواليد 15 مايو 1976 في المكسيك، هو ملاكم محترف مكسيكي يصنف ضمن فئة وزن الريشة. حقق بطولة منظمة الملاكمة العالمية.

## إحصائيات
خاض خلال مسيرته 34 نزالا، فاز في 25 وتعادل في 2 وخسر في 7. فاز بالضربة القاضية في 8 نزالات.

## روابط خارجية
- إيسيدرو غارسيا على موقع بوكس ريك (الإنجليزية) (registration required)